# Margaret Geller
Margaret Geller, född den 8 december 1947 i Ithaca, New York, är en amerikansk astronom och professor. 
Hon är ledande astronom vid Smithsonian Astrophysical Observatory och har skrivit en lång rad artiklar och producerat flera prisbelönta vetenskapliga kortfilmer.
Hon arbetar med kartläggning av fördelningen av mörk materia i universum, och med kartläggning av galaxhopar för att utröna hur dessa system utvecklas över universums historia.
Tillsammans med John Huchra upptäckte hon 1989 Stora muren, en galaxkoncentration av cirka 500 miljoner ljusårs längd över norra hemisfären.
Hon är också medupptäckare av hypersnabba stjärnor. Margaret Geller tilldelades James Craig Watson-medaljen 2010.